# Enea Bastianini
Enea Bastianini   (Rímini, 30 de desembre de 1997) és un pilot de motociclisme italià que va guanyar el Campionat del Món de Moto2 del 2020.

## Carrera esportiva

### Els inicis
Bastianini va començar a conduir una minimoto a l'edat de 3 anys i 3 mesos, ja des del primer moment amb el dorsal 33 que ha seguit portant durant gran part de la seva carrera (darrerament corre amb el 23). Després d'una carrera reeixida en les curses de minimotos, va córrer amb èxit en diversos campionats d'iniciació com ara l'Honda HIRP Trophy 100cc, el Campionat d'Itàlia de MiniGP 70cc i el Trofeu Honda RS125, on va acabar campió la temporada del 2012. El 2013 va competir a la Red Bull MotoGP Rookies Cup, on va aconseguir dues victòries i va acabar quart. Aquell any també va fer les primeres incursions a la categoria de Moto3 tot participant en cinc curses del Campionat d'Itàlia (CIV).

### Moto3 (2014-2018)
El 2014, Bastianini va debutar en Gran Premi a la categoria de Moto3 amb l'equip and Fun KTM. Fou novè al campionat i tot seguit va signar amb l'equip Gresini Honda per a la temporada següent (finalment, s'hi va quedar tres temporades).

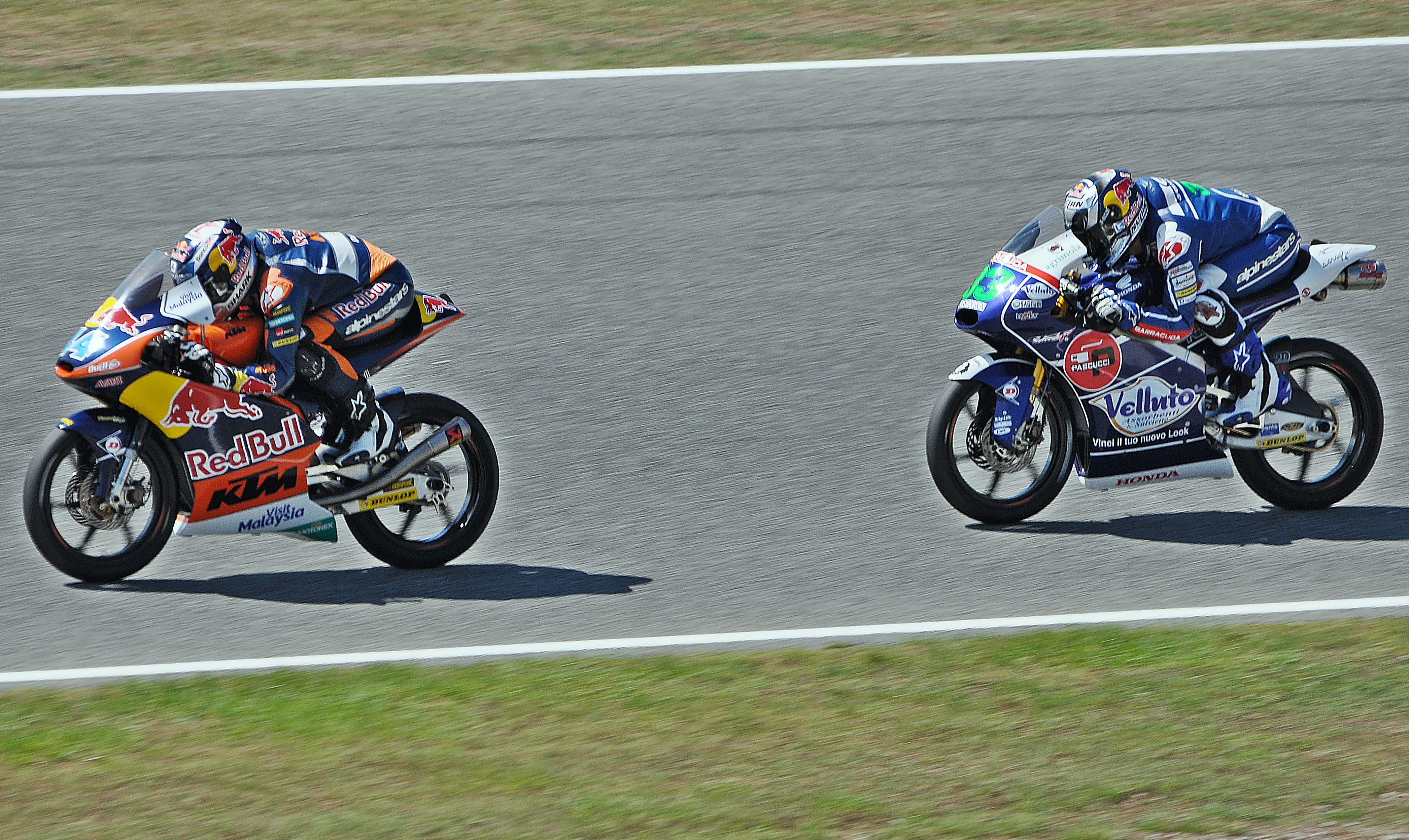
Bastianini empaitant Oliveira al GP de Catalunya de Moto3 el 2015

El 2015, amb l'Honda, Bastianini fou el principal rival del líder del campionat, Danny Kent, i obtingué cinc podis, entre ells quatre segons llocs, a les onze primeres curses de la temporada. A Misano, al setembre, Bastianini va aconseguir la seva primera victòria en Gran Premi havent sortit des de la pole position. Va formar part de la lluita entre els cinc pilots capdavanters durant tota la cursa i va poder guanyar després d'un avançament a la darrera volta a Miguel Oliveira. L'italià va acabar la temporada en tercer lloc final.
El 2016, Bastianini va continuar competint a la categoria de Moto3 amb l'equip Gresini Racing i va acabar la temporada com a subcampió darrere de Brad Binder.
El 2017, Bastianini va entrar a l'equip Estrella Galicia 0,0 amb Arón Canet de company, però els resultats no van estar a l'alçada dels estàndards de l'equip malgrat una pole position a Misano i dos podis a Silverstone i Aragó. Acabà sisè al campionat. L'any següent va tornar a canviar d'equip per anar al Leopard Racing, on fou company de Lorenzo Dalla Porta. La seva temporada fou molt millor que l'anterior i va poder acabar quart al campionat, amb victòria i pole position al Gran Premi de Catalunya i cinc podis.

### Moto2 (2019-2020)
De cara a la temporada del 2019, Bastianini va pujar a Moto2 amb l'equip italià Italtrans Racing Team, on substituí Mattia Pasini amb una Kalex. Aquell any aconseguí el seu primer podi a la categoria a Brno i acabà desè al campionat.
La temporada del 2020, encara a l'equip Italtrans, Bastianini va fer set podis i va guanyar tres curses amb la Kalex. Al Gran Premi de Portugal, el darrer de la temporada, es proclamà campió del món de Moto2, amb només 9 punts d'avantatge envers els seues perseguidors Luca Marini i Sam Lowes.

### MotoGP (2021-Actualitat)

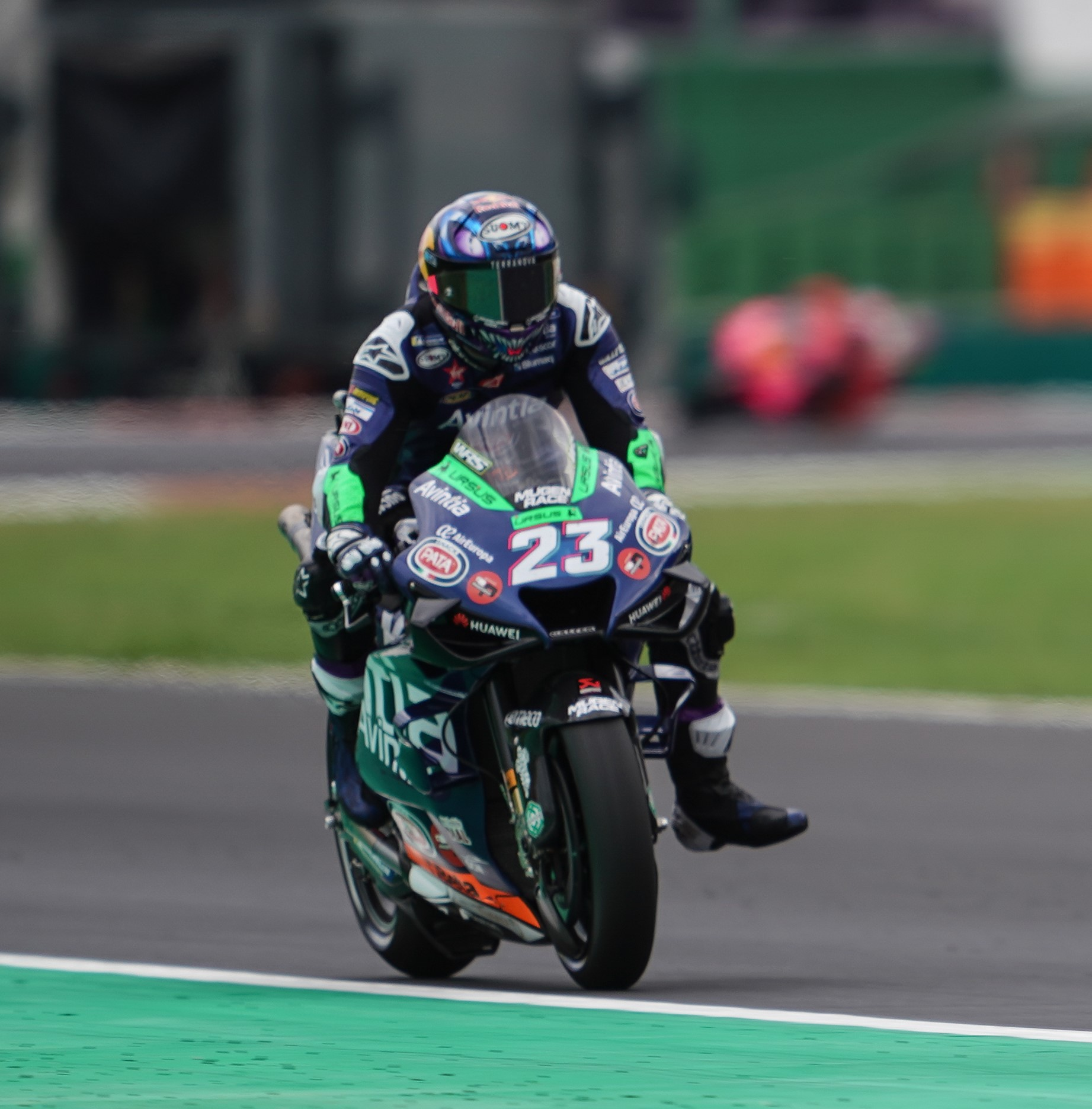
Enea Bastianini al Gran Premi de San Marino del 2021

El 2021, l'italià debutà amb l'equip Esponsorama Racing (l'antiga Avintia) a MotoGP, amb el seu compatriota i màxim rival a Moto2 Luca Marini de company. Obtingué punts regularment i aconseguí dos podis a Misano, el seu circuit més conegut, en ocasió del Gran Premi de San Marino i el Gran Premi d'Emília-Romanya. Va acabar tretzè al campionat en aquella primera temporada a la categoria reina.
Després de l'adquisició d'Avintia per part de l'equip Sky Racing VR46, Bastianini no fou renovat per a la temporada del 2022 en benefici de Marco Bezzecchi, un pilot de l'acadèmia de Valentino Rossi. Els èxits de Bastianini durant la temporada passada, però, li valgueren un contracte amb Gresini per a pilotar una Ducati, amb Fabio Di Giannantonio com a company. El canvi a l'equip de Fausto Gresini va donar els fruits immediats, ja que a la primera cursa de la temporada, el Gran Premi de Qatar, va sortir de la primera fila i va guanyar el seu primer Gran Premi a MotoGP. Un mes després, va repetir la sorpresa en guanyar el Gran Premi de les Amèriques i més tard va guanyar els de França i l'Aragó. Acabà el campionat en la tercera posició final.
De cara al 2023, Bastianini fou fitxat per l'equip oficial de Ducati en substitució de Jack Miller. Allà tingué de company Francesco Bagnaia, el campió del món de la temporada anterior. Bastianini va caure durant la cursa esprint del primer Gran Premi de la temporada, a Portugal i es fracturà l'omòplat, de manera que es va perdre els dos Grans Premis següents. Arribats a la quarta prova de la temporada, el Gran Premi d'Espanya, va intentar de córrer-hi però es va retirar després dels entrenaments lliures a causa del dolor persistent. Al Gran Premi de França, Danilo Petrucci ocupà el seu lloc a l'equip. A partir del Gran Premi d'Itàlia, al circuit de Mugello, Bastianini estigué a punt per córrer i va tornar a obtenir punts en algunes curses i fins i tot una victòria al Gran Premi de Malàisia. Acabà la temporada en la quinzena posició final.

## Resultats al Mundial de motociclisme
Barem de puntuació de 1993 ençà:
| Posició | 1  | 2  | 3  | 4  | 5  | 6  | 7 | 8 | 9 | 10                | 11                | 12                | 13                | 14                | 15                |                   |
| Cursa   | 25 | 20 | 16 | 13 | 11 | 10 | 9 | 8 | 7 | 6                 | 5                 | 4                 | 3                 | 2                 | 1                 |                   |
| Sprint  | 12 | 9  | 7  | 6  | 5  | 4  | 3 | 2 | 1 | [ Nota Sprint 1 ] | [ Nota Sprint 1 ] | [ Nota Sprint 1 ] | [ Nota Sprint 1 ] | [ Nota Sprint 1 ] | [ Nota Sprint 1 ] | [ Nota Sprint 1 ] |

1. ↑  La cursa Sprint per a la categoria MotoGP va ser introduïda la temporada del 2023

(Ids. Grans Premis | Llegenda) (Curses en negreta indiquen pole; curses en  itàlica indiquen volta ràpida; les posicions en superíndex són les de la cursa Sprint)
| Any  | Categoria | Moto   | 1       | 2      | 3      | 4       | 5       | 6       | 7      | 8        | 9       | 10     | 11       | 12      | 13      | 14      | 15       | 16      | 17     | 18      | 19     | 20      | Pos | Pts |
| ---- | --------- | ------ | ------- | ------ | ------ | ------- | ------- | ------- | ------ | -------- | ------- | ------ | -------- | ------- | ------- | ------- | -------- | ------- | ------ | ------- | ------ | ------- | --- | --- |
| 2014 | Moto3     | KTM    | QAT 16  | AME 13 | ARG 10 | ESP 9   | FRA 7   | ITA Ret | CAT 2  | NED Ret  | GER 15  | INP 11 | CZE 2    | GBR 3   | SM 5    | ARA 6   | JPN 8    | AUS Ret | MAL 10 | VAL 11  |        |         | 9è  | 127 |
| 2015 | Moto3     | Honda  | QAT 2   | AME 4  | ARG 9  | ESP 9   | FRA 2   | ITA 5   | CAT 2  | NED 6    | GER 3   | INP 6  | CZE 2    | GBR Ret | SM 1    | ARA Ret | JPN 7    | AUS Ret | MAL 8  | VAL 5   |        |         | 3r  | 207 |
| 2016 | Moto3     | Honda  | QAT 5   | ARG 17 | AME 6  | ESP 8   | FRA     | ITA 12  | CAT 3  | NED Ret  | GER 3   | AUT 3  | CZE 4    | GBR 7   | SM 2    | ARA 3   | JPN 1    | AUS Ret | MAL    | VAL 4   |        |         | 2n  | 177 |
| 2017 | Moto3     | Honda  | QAT 16  | ARG 27 | AME 4  | ESP 8   | FRA 6   | ITA 11  | CAT 4  | NED Ret  | GER 6   | CZE 17 | AUT 10   | GBR 2   | SM 14   | ARA 3   | JPN 16   | AUS 5   | MAL 3  | VAL 5   |        |         | 6è  | 141 |
| 2018 | Moto3     | Honda  | QAT Ret | ARG 4  | AME 2  | ESP Ret | FRA Ret | ITA 6   | CAT 1  | NED 3    | GER Ret | CZE 4  | AUT 2    | GBR C   | SM Ret  | ARA 3   | THA Ret  | JPN 7   | AUS 8  | MAL 3   | VAL 5  |         | 4t  | 177 |
| 2019 | Moto2     | Kalex  | QAT 9   | ARG 9  | AME 9  | ESP 11  | FRA 7   | ITA 6   | CAT 5  | NED Ret  | GER 14  | CZE 3  | AUT Ret  | GBR DNS | SM 9    | ARA 24  | THA 11   | JPN 7   | AUS 17 | MAL 24  | VAL 14 |         | 10è | 97  |
| 2020 | Moto2     | Kalex  | QAT 3   | ESP 9  | ANC 1  | CZE 1   | AUT Ret | STY 10  | SM 3   | EMI 1    | CAT 6   | FRA 11 | ARA 2    | TER 3   | EUR 4   | VAL 6   | POR 5    |         |        |         |        |         | 1r  | 205 |
| 2021 | MotoGP    | Ducati | QAT 10  | DOH 11 | POR 9  | ESP Ret | FRA 14  | ITA Ret | CAT 10 | GER 16   | NED 15  | STY 12 | AUT Ret  | GBR 12  | ARA 6   | SM 3    | AME 6    | EMI 3   | ALR 9  | VAL 8   |        |         | 11è | 102 |
| 2022 | MotoGP    | Ducati | QAT 1   | INA 11 | ARG 10 | AME 1   | POR Ret | ESP 8   | FRA 1  | ITA Ret  | CAT Ret | GER 10 | NED 11   | GBR 4   | AUT Ret | SM 2    | ARA 1    | JPN 9   | THA 6  | AUS 5   | MAL 2  | VAL 8   | 3r  | 219 |
| 2023 | MotoGP    | Ducati | POR DNS | ARG    | AME    | ESP DNS | FRA     | ITA 9   | GER 8  | NED Ret8 | GBR Ret | AUT 10 | CAT DNS9 | SM      | IND     | JPN     | INA 87   | AUS 10  | THA 13 | MAL 14  | QAT 8  | VAL Ret | 15è | 84  |
| 2024 | MotoGP    | Ducati | QAT 56  | POR 26 | AME 36 | ESP 5   | FRA 4   | CAT 185 | ITA 2  | NED 34   | GER 4   | GBR 1  | AUT 34   | ARA 57  | SM 34   | EMI 13  | INA Ret2 | JPN 42  | AUS 53 | THA 141 | MAL 3  | SLD 72  | 4t  | 386 |